# Джеймс Варік
Джеймс Варік (англ. James Varick; 10 січня 1750 - 22 липня 1827) — перший єпископ Африканської методистської єпископальної сіонської церкви.

## Біографія
Джеймс Варік Народився 10 січня 1750 року біля Ньюбурга, штат Нью-Йорк. Його мати, можливо, була рабинею Варіков або Ван Варіков. Його батько, Річард Варік, народився в Гакенсаку, штат Нью-Джерсі, де він був хрещений в Голландській церкві. Сім'я жила в Нью-Йорку, коли Джеймс Варік був молодий, де він отримав початкову освіту в Нью-Йоркських школах. Протягом багатьох років він працював чоботарем, а потім різьбяром тютюну, щоб прогодувати себе і свою сім'ю, тому що церква, з якою він був пов'язаний, не платила своїм проповідникам. Близько 1790 року він одружився з Аурелією Джонс. У подружжя було четверо синів і три дочки.
Важливі події в житті Варіка були пов'язані з його релігійним покликанням. Варік приєднався до методистської церкви Джон-стріт в Нью-Йорку в ранній термін, можливо, в 1766 році, через рік після того, як Церква провела своє перше зібрання. Варік, мабуть, був ліцензований для проповіді цією групою, хоча він не фігурує серед ліцензованих проповідників ранньої сіонської церкви, перерахованих Крістофером Рашем, другим наглядачем або єпископом, в його історії деномінації 1844 року. Вже в 1780 році чорношкірі члени Церкви на Джон-стріт проводили окремі класні і молитовні збори. У 1796 році варик був в числі тих чорних лідерів, які організували окремі збори на більш твердій основі.
Група збиралася на молитву в неділю вдень і слухала проповідників і наставників в середу ввечері в будинку на Крос-стріт, який вони переробили для проведення цих зборів. У 1799 році група вирішила побудувати будівлю і утворити окрему церкву. Вони присвятили Африканську методистську Єпископальну церкву Сіону, дерев'яну будівлю на розі Черч-стріт і Леонард-стріт, в жовтні 1800 року. Назва Матері-Церкви, Сіон, було офіційно додано до назви деномінації в 1848 році. У березні 1801 року церква була офіційно зареєстрована відповідно до Нью-Йоркським законом. Ця інкорпорація поставила церкву та її майно під жорсткий контроль піклувальників, які повинні були мати африканське походження.
Оскільки в церкві були проповідники, але не було висвячених священиків, білі служителі проповідували по неділях вдень і по середах ввечері і проводили ранкову службу причастя у другу неділю кожного місяця. Церква процвітала. У 1807 році вона придбала могильник і планувала викупити орендовані ділянки разом з ще одним сусіднім і побудувати нову цегляну церкву замість колишньої будівлі. У 1820 році, коли Сіон був зайнятий зведенням своєї нової церкви, конгрегація була розсіяна по декількох тимчасових місцях зборів, конкуруюча чорна деномінація з'явилася в Африканській методистської єпископальної церкви Річарда Аллена, яка намагалася побудувати національну організацію зі своєї Філадельфійської бази.
Після того як Алленіти були відкинуті Сіоном, вони організували свою власну Нью-Йоркську церкву на Мотт-стріт. Не всі члени Сіону були відчужені від Аллінітів. Варик відкрив зустріч для Аллена під час церемонії посвячення на Мотт-стріт. Подальші переговори між конфесіями не увінчалися успіхом, що викликало постійну гіркоту у обох сторін. Після цього варик знову з'явився на керівній посаді в Сіонській церкві.
За словами Раша, піклувальники зустрілися в будинку варика в липні 1820 року і вирішили продовжити висвячення чорних Міністрів, дозволивши Сіону обійтися без білих Міністрів. Варік, мабуть, вийшов на перший план в церковних справах ще раніше, але його ім'я не фігурує в ранніх документах. Загальні Збори церкви 11 серпня 1820 року прийняли два рішення: відмова приєднатися до Аллена і відмова повернутися під контроль білих. Проблема старійшин для окремої церкви тепер стала вирішальною. 13 вересня 1820 року збори обрали Абрахама Томпсона і Джеймса варика старійшинами, і вони негайно почали діяти, проводячи служби причастя. Книга дисципліни для нової церкви була готова до друку до 1 листопада. Деномінація придбала церкви за межами Нью-Йорка, але її зростання не відповідало зростанню групи Річарда Аллена.
На першому з'їзді нового віросповідання в червні 1821 року варик був призначений окружним головою, тимчасовим спостерігачем за всім віросповіданням. Нарешті, 17 червня 1822 року білі методистські старійшини висвятили Абрахама Томпсона, Джеймса Варіка та Левена Сміта. Джеймс Варік офіційно став піклувальником церкви 30 липня 1822 року і був переобраний в 1824 році. (Титул єпископа був прийнятий лише пізніше). На додаток до своїх суто міністерських обов'язків, варик керував школою, спочатку в своєму будинку, а потім в церковній будівлі. Він був першим капеланом Нью-Йоркського Африканського товариства взаємодопомоги (1810) і віце-президентом африканського Біблійного Товариства (1817).
У 1821 році він був членом групи чорношкірих, які подали Петицію до Конституційного Конвенту штату за право голосу. Він підтримав створення «Freedom's Journal», першої американської чорної газети, в 1827 році. 4 липня 1827 року в церкві Сіону відбулася подячна служба за остаточне скасування рабства в Нью-Йорку. 22 липня 1827 року Варік помер у себе вдома. Спочатку він був похований на кладовищі кольорового Союзу (нині Вудлон). Його останки зараз спочивають у склепі матері Африканської методистської єпископальної церкви Сіону в Гарлемі.

## Особистість
Протягом усіх років, що передували створенню цієї деномінації, варик був мудрим і терплячим лідером.
Його характер ніколи не піддавався сумніву; «він користувався довірою видатних методистів і, як кажуть, був здатним сперечальником і сильним проповідником».